# Apple S6
Der Apple S6 Chip des US-amerikanischen Unternehmens Apple ist ein System-in-Package (SiP), der in der Apple Watch der 6. Generation verbaut ist. Er wurde zusammen mit der Apple Watch am 15. September 2020 auf einem Apple Special Event vorgestellt.

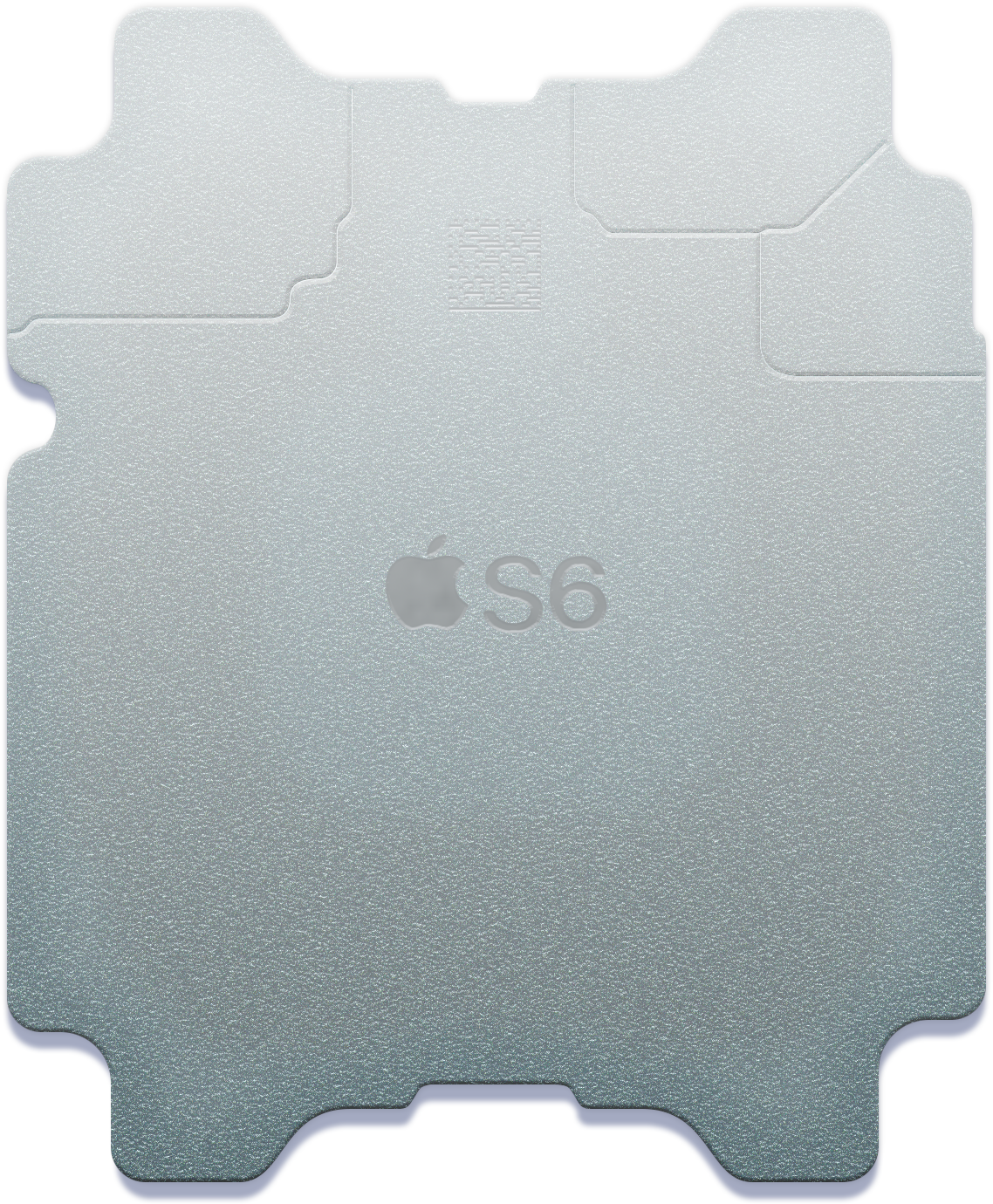
Apple-S6-Chip, verbaut in der Apple Watch der 6. Generation.

## Architektur
Der Mikroprozessor enthält einen aus zwei Kernen bestehenden 64-Bit-Prozessor (CPU) mit einer Taktung von 1800 MHz. Er basiert auf der Arm-Architektur des Apple A13 Bionic im iPhone 11, der für die Apple Watch angepasst wurde. Die zwei CPU-Kerne sind die kleinen Effizienz-Kerne des A13, genannt „Thunder“. Hinzu kommen der Apple W3-Wireless-Chip sowie der Apple U1-Ultra-Wideband-Chip.

## Funktion
Laut Apple integriert der Chip 32 GB Speicher, enthält Bluetooth 5.0, 1 GB RAM, 5 GHz W-Lan und Satellitenpositionierung. Außerdem ist er nach eigenen Angaben 20 % schneller als der Vorgänger Apple S5.